# Mihaela Ciobanu
Mihaela Ciobanu (Bucarest, Romania, 30 de gener de 1973) ha estat una jugadora d'handbol d'origen romanès, nacionalitzada espanyola, guanyadora d'una medalla olímpica.

## Carrera esportiva
Ha jugat com a portera en diversos clubs: AKABA BeraBera, la temporada 2006-07, el Club Handbol Ciments La Unión Ribarroja, en el període 2007-09, o al Club Handbol Elx-Mustang, la 2009-10, i ha estat 39 vegades internacional amb la selecció femenina d'handbol d'Espanya. El 2010 ja s'havia retirat dels terrenys de joc i de la selecció, i exercia d'entrenadora de porters al Cuenca Ciudad Encantada. Després de diverses lesions de jugadores de la selecció espanyola, el seleccionador Jorge Dueñas va tornar a trucar a Ciobanu, i aquell mateix any va fitxar pel Club de Handbol d'Alcobendas.
Al llarg de la seva carrera esportiva ha guanyat el subcampionat d'Europa de 2008 a Macedònia, ha participat en els Jocs Mediterranis de 2009 celebrats a Pescara, on l'equip quedà en quart lloc, en perdre el partit per la medalla de bronze davant de la selecció femenina d'handbol de Montenegro, i va obtenir la medalla de bronze al Campionat Mundial del Brasil, l'any 2011.
Essent jugadora del Club Balonmano Alcobendas va participar, als 39 anys, als Jocs Olímpics d'Estiu de 2012 celebrats a Londres (Regne Unit), on va guanyar la medalla de bronze en derrotar la selecció de Corea del Sud en el partit en què es dirimia el tercer lloc. El seu paper va ser determinant, per tal com va aturar quatre penals consecutius.
El 2012 va rebre el premi com a millor esportista de l'any a la Gala 'Ciudad de Alcobendas 2012'.